# Konferenz der Mennoniten der Schweiz (Alttäufer)
Die Konferenz der Mennoniten der Schweiz (Alttäufer) ist eine Vereinigung von mehreren alttäuferischen Gemeinden.

## Geschichte

### Erste Gemeinden und Verfolgung
Bereits zur Zeit der ersten Reformatoren entstanden in der Schweiz erste radikal-evangelische Zirkel. Vor allem in Zürich gab es etliche Bürger, denen die Lehre von Huldrych Zwingli zu wenig nach der Bibel gerichtet schien. Zu ihnen zählten unter anderem Felix Manz, Konrad Grebel und der Bündner Jörg Blaurock. Zusammen mit anderen gründeten sie im Januar 1525 schliesslich in Zürich die erste Täufergemeinde. Obwohl etliche Mitglieder der Bewegung, die wegen ihrer Ablehnung der Kindertaufe Täufer oder Wiedertäufer genannt wurden, ertränkt, geköpft oder auf dem Scheiterhaufen verbrannt wurden, breitete sich ihr Glauben immer weiter aus. In vielen Orten zwischen dem Jura und dem Bodensee schlossen sich Menschen den Schweizer Brüdern an. Von der Schweiz ausgehend breitete sich die Bewegung weiter bis nach Tirol, Süd- und Mitteldeutschland und in die Niederlande aus. Sowohl die einzelnen Städte und Kantone wie auch die reformierte und katholische Kirche begegneten der noch jungen Bewegung mit grosser Brutalität. Der Schweizer Reformator Zwingli beispielsweise bestand darauf, man solle die Wiedertäufer enthaupten kraft der kaiserlichen Rechte und forderte den Rat der Stadt Zürich auf, die Täufer mit allen zur Verfügung stehenden Mitteln auszurotten. Heinrich Bullinger führte mit Hinweis auf die Täufer aus: Wir haben mit ihnen rein gar nichts gemein! Immer neue Täufermandate legitimierten die Verfolgung der Täufer. In Zürich sind die Mennoniten beispielsweise trotz eines erneuten kurzen Aufblühens im späten 16. und frühen 17. Jahrhundert durch intensive Verfolgung nahezu völlig von der Bildfläche verschwunden. Auch in Basel, Schaffhausen und anderen Regionen wurden die Mennoniten komplett ausgelöscht. Im Kanton Bern wurde eine Täufer-Kammer gegründet, die mit eigenen Täuferjägern und mit Hilfe von Kopfgeldern versteckt lebende Mennoniten auffinden sollte. Hunderte Schweizer Täufer starben den Märtyrertod. Viele Höfe und anderer Besitz von Schweizer Täufern wurde konfisziert. Die 1693 gebaute reformierte Kirche in Schwarzenegg wurde beispielsweise auch mit konfisziertem Täufergeld aufgebaut. Die repressivere Politik gegenüber den pazifistischen Täufern mit Versammlungs- und Redeverboten wurde zum Teil bis ins 18. Jahrhundert fortgeführt.
Trotzdem konnte sich die Bewegung in einigen Regionen halten. Dies betraf vor allem das Emmental. Viele Täufer nahmen, um nicht aufzufallen, pro forma den reformierten Glauben an. Sie führten jedoch weiterhin heimliche Versammlungen durch. Im Jura entstanden Täufergemeinden, da der Fürstbischofs von Basel ihnen nach der Vertreibung aus den Emmental die Ansiedlung in Regionen auf über 1000 Metern gestattete und er die mennonitischen Bauern so trotz ihres Glaubens tolerierte.
Die anhaltenden Verfolgungen der Schweizer Mennoniten wurden unter anderem im erstmals im 17. Jahrhundert erschienenen Märtyrerspiegel dokumentiert.

### Auswanderung
Um der Verfolgung zu entgehen, wanderten viele Täufer aus. In den ersten Jahren flüchteten viele nach Böhmen und Mähren, wo sich bereits die aus Tirol stammenden Hutterer niedergelassen hatten. Später fanden viele im Schweizer Jura Zuflucht, wo sie unter dem Schutz des Fürstbischofs von Basel standen. Andere flüchteten ins Elsass, in die Pfalz und in die nördlichen Niederlande. Ende des 17. Jahrhunderts kam es zu einer Spaltung der Bewegung. Die Ältesten Hans Reist und Jakob Ammann stritten sich um die Anwendung des Banns. Die Anhänger des Letzteren gründeten eigene Gemeinden, aus denen die Amischen entstanden. Ab etwa 1720 wanderten einige Schweizer Mennoniten und Amische vermehrt in die Vereinigten Staaten aus. Ziel für die ersten Auswanderer war oft Pennsylvania, wo sie ihren Glauben frei ausüben konnten. Amische begannen zwar auch etwa um diese Zeit oder etwas später nach Pennsylvania auszuwandern, es handelte sich dabei aber fast ausschließlich um Amische aus der Pfalz und angrenzenden deutschen Gebieten, insgesamt aus Europa im 18. Jahrhundert nur etwa 500 Personen. An einer zweiten Auswanderungswelle im 19. Jahrhundert beteiligten sich mehr schweizerischen Amische, wobei eine Gruppe, die ab etwa 1840 in Indiana siedelte, bis heute einen Berner Dialekt bewahrt hat.

### Glaubensfreiheit
Die Helvetische Republik brachten den übriggebliebenen Mennoniten ein erstes Mal in ihrer Geschichte Glaubensfreiheit. Endgültige Freiheit brachte erst die Gründung der modernen Schweiz im Jahre 1848. Doch noch 1963 kam es im Konflikt über die Bildung des neuen Kantons Jura zu Brandstiftungen auf Täuferhöfen, was jedoch eher damit zu tun hatte, dass die Täufer Deutschsprachige in einem ansonsten französischsprachigen Gebiet waren.
Siehe auch: Geschichte des bernischen Täufertums, Gerber (Langnau)

## Die Konferenz
Bereits im 18. Jahrhundert trafen sich Vertreter der einzelnen Gemeinden zu einer jährlichen Konferenz. 1810 nahmen sie den Namen Altevangelische wehrlose Taufgesinnte an. Den heute verwendeten Namen verwenden die Schweizer Mennoniten seit 1983.

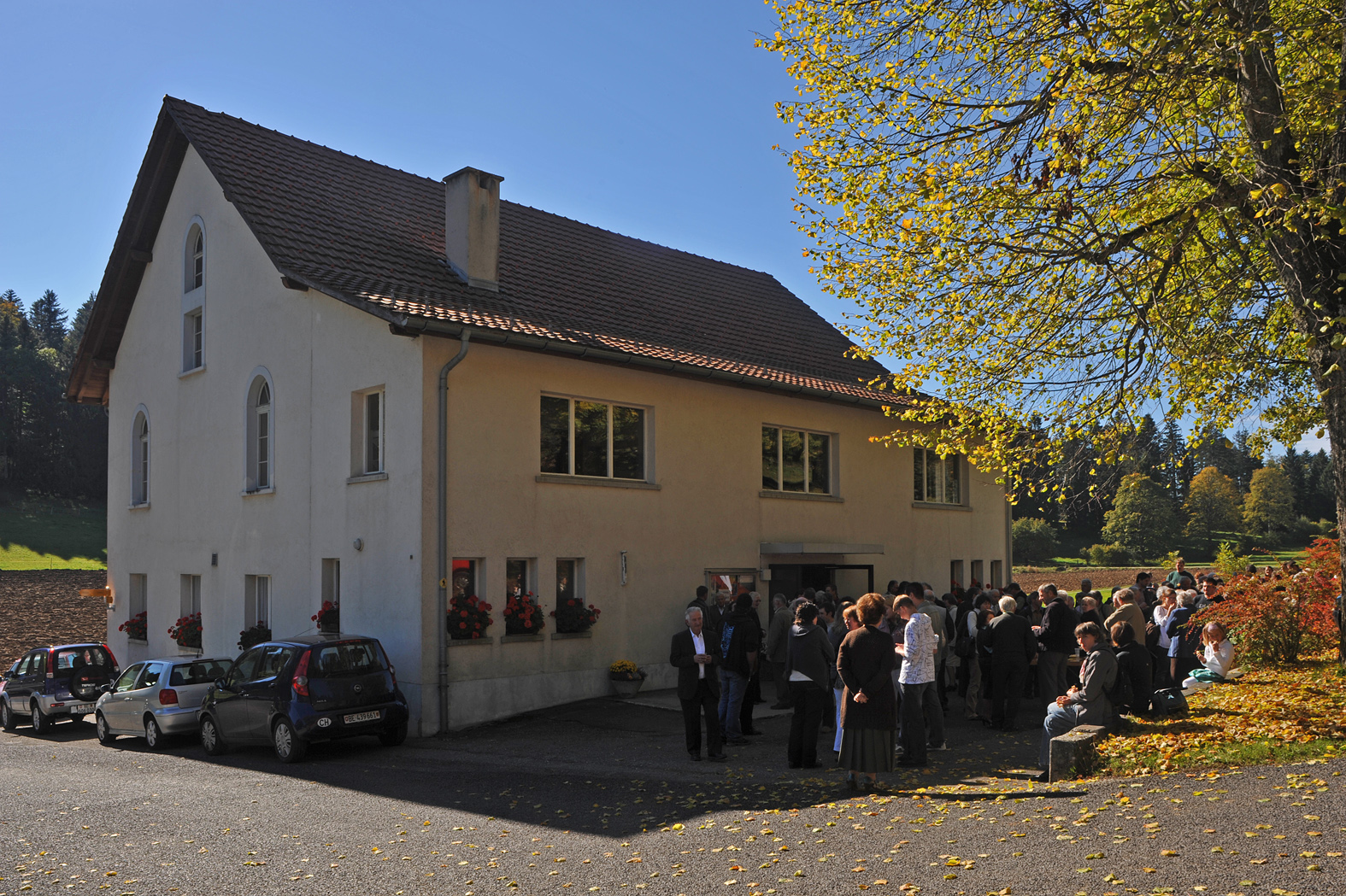
Kapelle und Bibliothek/Archiv in Le Jean Guy

Die Konferenz der Mennoniten der Schweiz umfasst heute dreizehn Gemeinden. Diese sind:
- Basel-Holee (99 Mitglieder; Leiter Jakob Thiessen)
- Bern (Ostermundigen; 119 Mitglieder; Jürg Bräker, Theologe)
- Brügg bei Biel (56 Mitglieder; Rosmarie Haldimann, Pastorale Mitarbeiterin)
- Courgenay (60 Mitglieder; Rolf Amstutz, Präsident)
- Emmental (Langnau, Bowil, Gohl; 318 Mitglieder; Philipp. P. Schmuki)
- La-Chaux-d'Abel (48 Mitglieder; Stéphanie & Nicolas Oppliger)[8]
- Les Bulles (La-Chaux-de-Fonds; 200 Mitglieder; Daniel Bippus)
- Petit-Val/Kleintal (Moron, Moutier; 219 Mitglieder; Diana Schärer)
- Schänzli (Muttenz; 360 Mitglieder; Emanuel Neufeld, Pastor)
- Sonnenberg/Mont Soleil (Tramelan, Mont-Tramelan, Le Bémont; 500 Mitglieder; Michel Ummel)
- Tavannes (160 Mitglieder; Christian Sollberger, Pastor)
- Vallée de Delémont (Bassecourt; 70 Mitglieder; Daniel Amstutz)
- Vallon de Saint-Imier (Cormoret; 27 Mitglieder; Luc Ummel)

Jede Gemeinde ist selbständig. Die älteste Gemeinde der Konferenz ist jene im Emmental, deren Geschichte bis in die Reformationszeit zurückreicht. Die jüngste Gemeinde ist jene im unteren Birstal, welche erst 1991 gegründet wurde. Die Gemeinden im Jura (Neuenburg, Kanton Jura und Berner Jura) bewahrten bis ins 20. Jahrhundert ihre deutsche Umgangssprache. Die älteren Gemeindemitglieder sind heute zweisprachig (deutsch/französisch), während die Jüngeren oft besser Französisch sprechen.
Die Konferenz der Mennoniten der Schweiz (Alttäufer) hat die Aufgabe die einzelnen Gemeinden gemeinsam nach außen zu vertreten und die Arbeit der Gemeinden zu koordinieren. So bestehen innerhalb der Konferenz mehrere thematische Arbeitsgruppen wie die Schweizerische Mennonitische Mission, das Schweizerische Mennonitische Friedenskomitee oder die Mennonitische Jugendkommission der Schweiz. Die Archivkommission betreut das täufergeschichtliche Archiv der Konferenz in der Kapelle Jeanguisboden mit Bibeln, Dokumenten und anderen Fundstücken der täuferisch-mennonitischen Geschichte. Die Archivkommission arbeitet auch mit dem Schweizerischen Verein für Täufergeschichte zusammen und hat mit diesem im Jahr 2005 die Vereinigung Memoria Mennonitica ins Leben gerufen. Memoria Mennonitica hat sich zur Aufgabe gesetzt täuferisch-mennonitische Kulturgüter zu schützen und einen wirksamen Kulturgutschutz realisieren zu können. Die Pressekommission gibt mehrmals im Jahr die zweisprachige Zeitschrift Perspektive / Perspective heraus. Das Ausbildungs- und Tagungszentrum Bienenberg schult den theologischen Nachwuchs.
Die Konferenz der Mennoniten der Schweiz (Alttäufer) ist über die Mennonitischen Weltkonferenz mit anderen mennonitischen Gemeindeverbänden verbunden. In der Schweiz gehört sie dem Verband Evangelischer Freikirchen und Gemeinden in der Schweiz an.
Im Juni 2004 erkannte die Zürcher reformierte Kirche öffentlich das Unrecht der Verfolgung an. Zwischen 2006 und 2009 fand unter dem Leitspruch Christus ist unser Friede schliesslich erstmals ein offizieller Dialog zwischen dem Schweizerischen Evangelischen Kirchenbund und der Konferenz der Mennoniten der Schweiz statt.